# Kardenolid
Kardenolid je steroidní sloučenina, jejíž deriváty, souhrnně označované kardenolidy, jsou obsaženy v některých rostlinách; mnohdy jde o kardenolidové glykosidy (kardenolidy s navázanými funkčními skupinami odvozenými od sacharidů). Kardenolidové glykosidy jsou často toxické; způsobují zástavu činnosti srdce. Mechanismus toxicity kardenolidů u živočichů spočívá v inhibici enzymu Na+/K+ ATPázy, který je zodpovědný za udržování gradientů sodných a draselných iontů na buněčných membránách.

## Struktura
Kardenolidy jsou C(23)-steroidy s methylovými skupinami na C10 a C13 a navázaným pětičlenným laktonovým cyklem (konkrétně jde o butenolid) na C-17. Jsou aglykonovými složkami srdečních glykosidů a mají v molekulách nejméně jednu dvojnou vazbu. Dělí se na kardadienolidy a cardatrienolidy. Příklady sloučenin jsou:
- acetyldigitoxiny
- acetyldigoxiny
- cymariny
- digitoxin
- digitoxigenin
- digoxigenin
- digoxin
- medigoxin
- neoconvallosid
- ouabain
- strofantiny
- strofantidiny

Bufadienolid a marinobufagenin mají podobnou strukturu i funkce.
Kardanolidy mají stejnou zákkladní strukturu, ale místo nenasyceného alkenového laktonového kruhu mají nasycený.

## Funkce
Některé druhy rostlin a živočichů, například motýli skupiny Danainae, používají kardenolidy jako obranné látky.
Některé druhy motýlů, jako například monarcha stěhovavý, Danaus gilippus a Danaus chrysippus, konzumují kardenolidy obsažené v rostlinách rodu Asclepias.
 Obsah kardenolidů v tělech motýlů odrazuje většinu obratlovců; výjimku tvoří několik druhů, u kterých se vyvinula odolnost vůči kardenolidům, jako jsou Icterus abeillei a Pheucticus melanocephalus, kteří jsou příčinou 60 % úhynů monarchů při přezimování ve středním Mexiku. Kromě klejich a dalších rostlin z čeledi toješťovitých, je známo 12 dalších čeledí rostlin, ve kterých se vyskytují zástupci využívající jako chemickou ochranu před býložravci kardenolidy. V šesti různých řádech byly nalezeny druhy býložravého hmyzu, které si vyvinuly odolnost vůči kardenolidům ve své potravě. U tohoto hmyzu se odolnost vyvinula podobnými náhradami aminokyselin u alfa podjednotek enzymu Na+/K+‐ATPázy.